# Ulu Air
Ulu Air is een bestuurslaag in het regentschap Sungai Penuh van de provincie Jambi, Indonesië. Ulu Air telt 642 inwoners (volkstelling 2010).